# ريكاردو دي لوكا
ريكاردو دي لوكا (بالإيطالية: Riccardo De Luca)‏ هو متسابق خماسي حديث إيطالي، ولد في 22 مارس 1986 في روما في إيطاليا.

## وصلات خارجية
- ريكاردو دي لوكا على موقع الاتحاد الدولي للخماسي الحديث (الإنجليزية)
- ريكاردو دي لوكا على موقع أوليمبيديا (الإنجليزية)